# Yannick Loemba
Yannick Loemba (Brazzaville, 21 april 1990) is een Congolees-Belgische voetballer. Hij is een vleugelspits en stond tot medio 2017 onder contract bij KV Oostende. In 2016-17 werd hij uitgeleend aan OH Leuven.

## Carrière
Yannick Loemba werd in 1990 geboren in de Congolese hoofdstad Brazzaville. Via Frankrijk belandde hij op 8-jarige leeftijd in België. Hij startte zijn voetbalcarrière bij de jeugd van Maccabi. Na vervolgens vier jaar bij FC Black Star belandde hij op 17-jarige leeftijd bij RFC Evere, waar hij meteen een plaats in het eerste elftal veroverde. Via keeperstrainer Nicolas Frix, die hij tijdens een voetbaltoernooi had leren kennen, mocht hij een test afleggen bij tweedeklasser White Star Woluwe. In 2011 maakte de snelle flankaanvaller definitief de overstap naar de club uit Sint-Lambrechts-Woluwe. 
In de zomer van 2014 maakte Loemba de overstap naar reeksgenoot RAEC Mons. Daar speelde hij zich met negen doelpunten in de kijker van KV Oostende, dat hem in 2015 naar de kuststad haalde.

## Statistieken
| Seizoen | Club                | Competitie    | Wed. | Goals |
| ------- | ------------------- | ------------- | ---- | ----- |
| 2011/12 | White Star          | Tweede Klasse | 22   | 4     |
| 2012/13 | White Star          | Tweede Klasse | 29   | 2     |
| 2013/14 | White Star          | Tweede Klasse | 8    | 3     |
| 2014/15 | RAEC Mons           | Tweede Klasse | 31   | 9     |
| 2015/16 | KV Oostende         | Eerste Klasse | 8    | 0     |
| 2016/17 | Oud-Heverlee Leuven | Tweede Klasse | 26   | 3     |
| TOTAAL  | TOTAAL              | TOTAAL        | 124  | 21    |

Bijgewerkt op 7 mei 2017

## Trivia
- Loemba is goed bevriend met voetballer Ziguy Badibanga, met wie hij opgroeide in Evere.[2]